# Буріані
Буріані (груз. ბურიანი) — село в Грузії.
Розташоване на висоті 860 метрів над рівнем моря. Обласний центр знаходиться за 20 км від Мцхети. За переписом населення 2014 року населення села становить 15 осіб.